# Erebia lefebvrei
Erebia lefebvrei är en fjärilsart som beskrevs av Philogène Auguste Joseph Duponchel. Erebia lefebvrei ingår i släktet Erebia och familjen praktfjärilar. IUCN kategoriserar arten globalt som livskraftig. Inga underarter finns listade i Catalogue of Life.

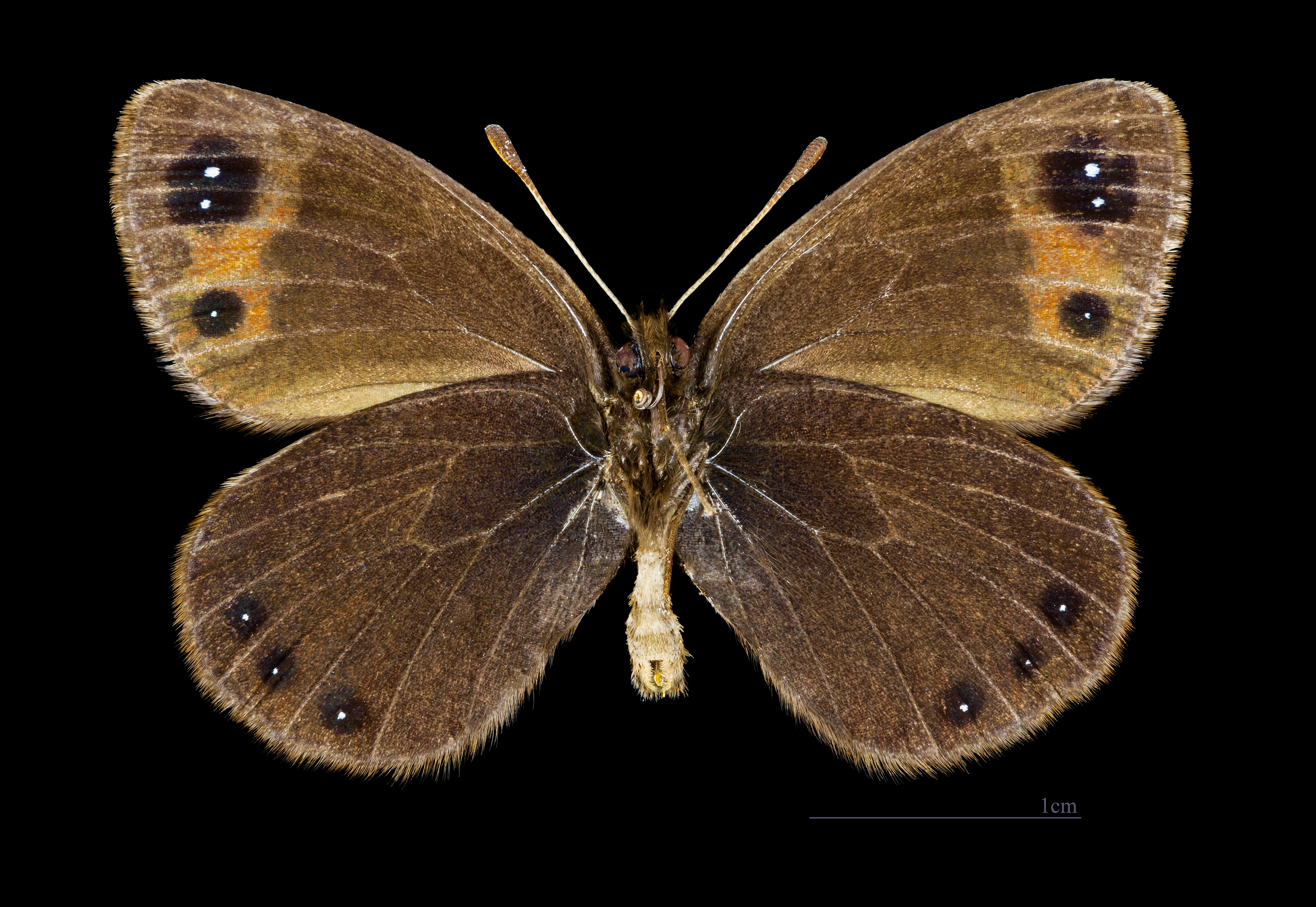
Erebia lefebvrei
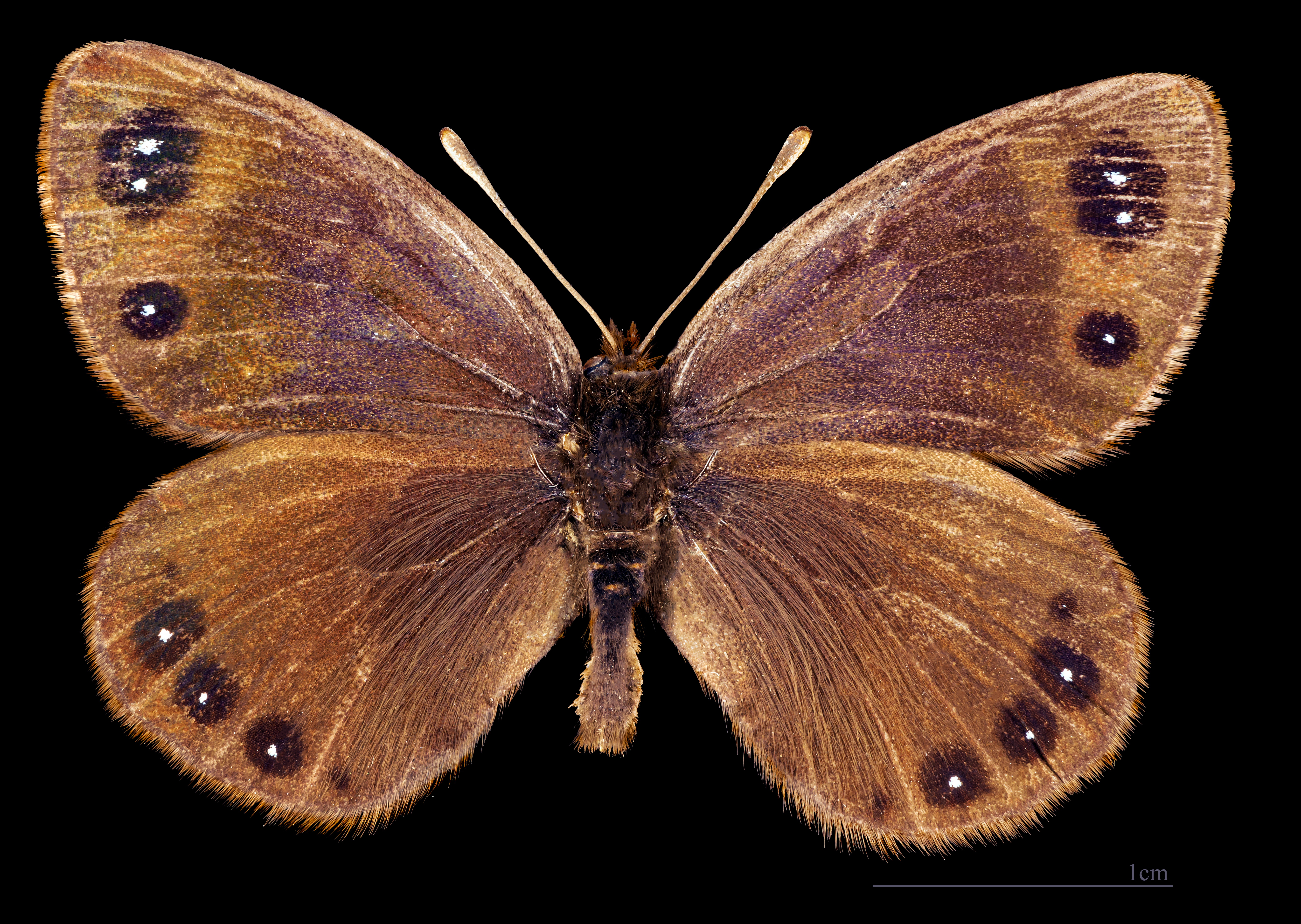
Erebia lefebvrei △